# Osée (roi)
Pour les articles homonymes, voir Osée.
Osée (ou Osie, Hoshea) (hébreu : הושע) est le dernier roi d'Israël. Il règne entre -732 et -722. Il ne doit pas être confondu avec son homonyme, le prophète Osée du début du même siècle.

## Présentation
En 732 av. J.-C., Osée conspire contre l'usurpateur Peqah (ou Phacée), le tue, et monte sur le trône d’Israël à sa place.
Lorsque le roi d'Assyrie, Teglath-Phalasar III, meurt, en -727, Osée cherche à nouer une alliance avec l'Égypte, où il avait envoyé des messagers à So (Saïs ?), au roi d’Égypte (cf. deuxième Livre des Rois), c.à.d., sans doute, au pharaon et roi de Saïs, Tefnakht, de sa XXIVe dynastie, voire au pharaon Osorkon IV, de sa XXIIe dynastie, mais parfois considéré comme un pharaon de la XXIIIe dynastie (plutôt qu'au pharaon émergent Piânkhy, de sa XXVe ?), pour tenter d'affranchir son propre pays, en continuant d'arrêter de payer un tribut aux Assyriens... Mais c'est sans compter sur la réaction du nouveau roi d'Assyrie, Salmanazar V, qui commence par mettre Osée en garde, puis l'assiège en -724 dans Samarie pendant trois ans. Il finit par le déposséder de sa couronne, en -722, et le fait emprisonner jusqu'à la fin imminente de ses jours, ce souverain assyrien mourant lui aussi en -722. Samarie ne se rendra d'ailleurs qu'au successeur de Salmanasar, Sargon II, bien que la Bible, là encore, décrive le premier comme son vainqueur (posthume). Privé de son chef, le peuple d'Israël est réduit en servitude, et déporté à Ninive et d'autres villes d’Assyrie (27 290 personnes, selon la tradition). Il est remplacé par des colons babyloniens et araméens s'établissant en Samarie. Cet épisode marque la fin du royaume d'Israël, et des dix tribus perdues qui le peuplaient.